# Вавжинець Марчинський
Вавжи́нець Марчи́нський (пол. Wawrzyniec Marczyński; * 1778 — †1845, Кам'янець-Подільський) — подільський історик, географ, краєзнавець, церковний діяч, педагог.

## Біографічні відомості
Народився в місті Каліші (Польща) в збіднілій шляхетській родині.
Закінчив вчительську семінарію в м. Сулехові та отримав вищу освіту у Віленському університеті (в 1804 р.)

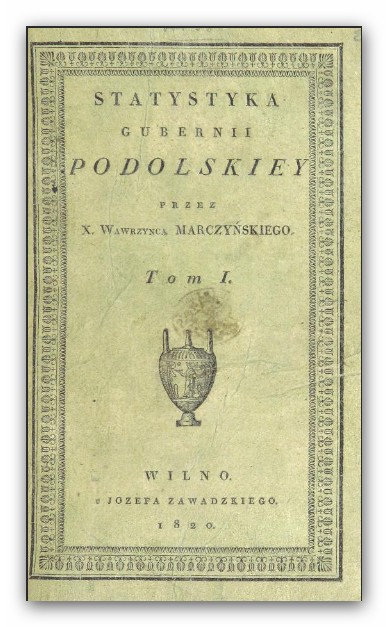

Згодом приїхав на роботу до м. Кам'янець-Подільський.
Працював каноніком Кафедрального костелу в Кам'янці-Подільському, настоятелем костелу в селі Чорнокозинці Кам'янецького повіту Подільської губернії, викладав у повітовому духовному училищі.
Зібравши кошти у 1809-1811 роках здійснив подорож по країнах Західної Європи: був у Відні, Парижі, Берліні, Римі.
Автор фундаментальної праці у трьох томах «Статистично-топографічний і історичний опис Подільської губернії», виданої у 1820—1823 роках у Вільно (нині Вільнюс) польською мовою.